# Madho Singh II.

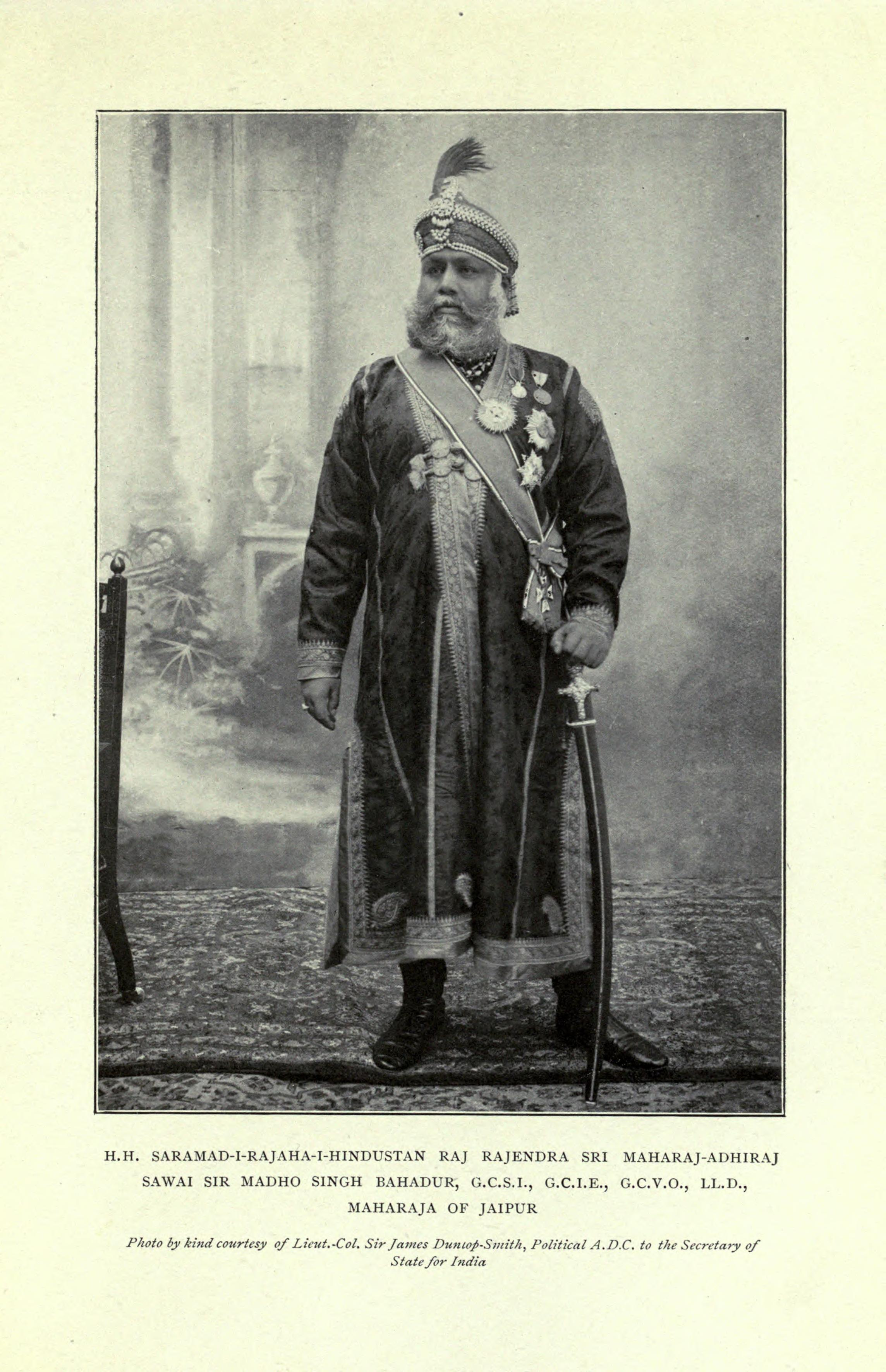
Madho Singh II. von Jaipur

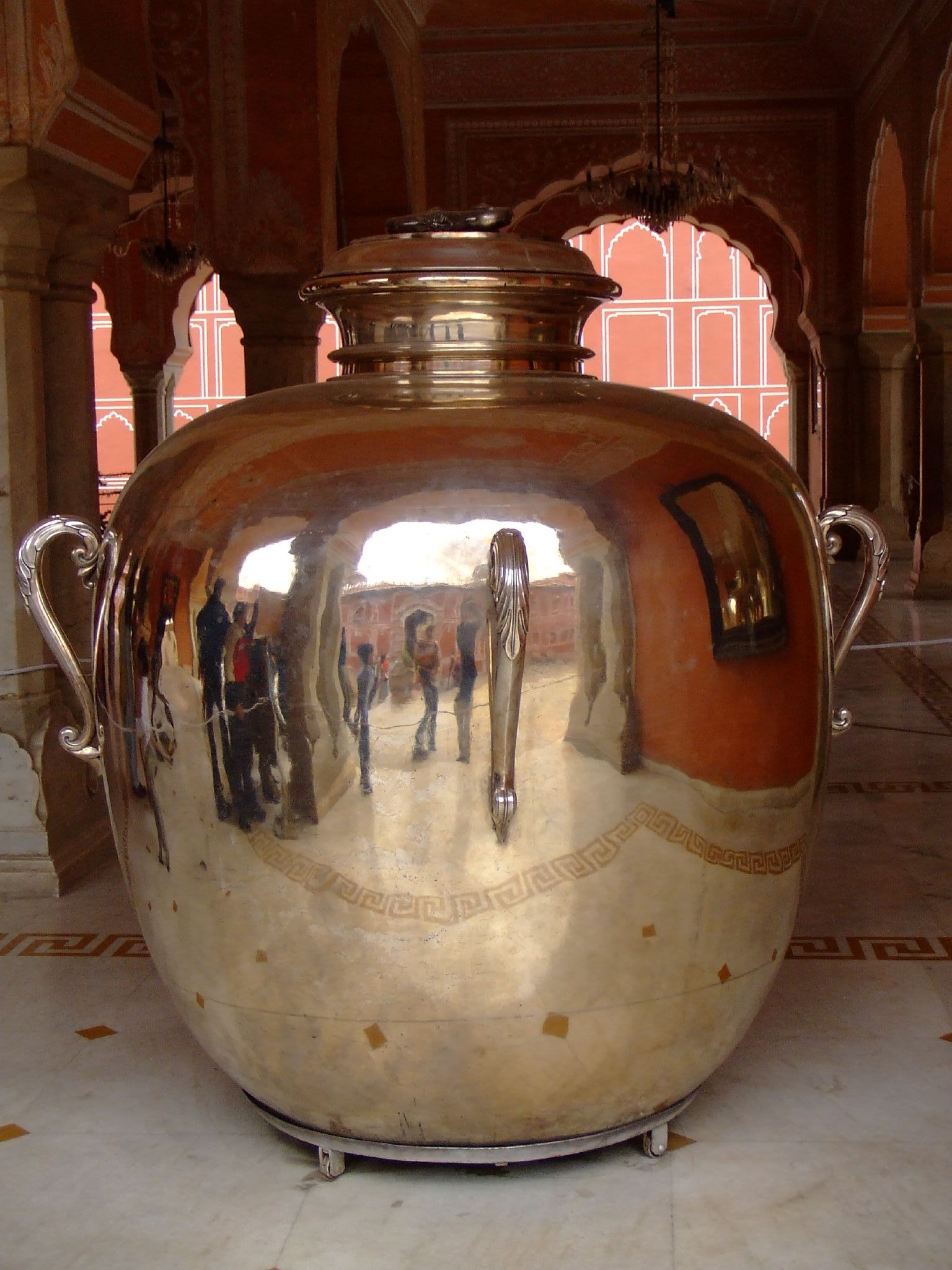
Ca. 2 m hoher Silberkrug im Palast von Jaipur

Maharajadhiraja Sawai Madho Singh II. (* 29. August 1861 in Isarda (?); † 7. September 1922 in Jaipur) regierte den Fürstenstaat Jaipur in den Jahren 1880 bis zu seinem Tod. Er war der Adoptivsohn von Maharaja Ram Singh II.

## Biografie
Kaim Singh wurde als jüngerer Sohn des Großgrundbesitzers und Lokalfürsten (thakur) von Isarda mit engen Beziehungen zum Fürstenhof von Jaipur geboren. Nach dem Tod seines leiblichen Vaters trat sein älterer Bruder das väterliche Erbe an; Kaim Singh verdingte sich als Kavallerie-Offizier (risaldar) in der Armee des eher unbedeutenden Fürstenstaates von Tonk. Zu einem unbestimmten Zeitpunkt machte er die Bekanntschaft des kinderlosen Maharajas von Jaipur, der ihn auf dem Sterbebett adoptierte und zu seinem Nachfolger bestimmte. Er nahm daraufhin den Namen Madho Singh II. an.
Einerseits erwies er sich als moderner Staatsmann, der das Verkehrs-, Ausbildungs- und Gesundheitswesen innerhalb seines Herrschaftsgebietes verbesserte. In den Hungerjahren 1896/97 und 1899/1900 finanzierte er Nahrungsmittelhilfen; außerdem appellierte er an den Vizekönig Lord Curzon, die Einrichtung eines ständigen Nothilfefonds zu unterstützen. Andererseits war er ein traditioneller Hindu, der an den Krönungsfeierlichkeiten Edwards VII. in London nur teilnehmen konnte, wenn er ausreichend Ganges-Wasser zur Reinigung von Körper und Geist mitnahm; zu diesem Zweck wurden zwei riesige Silbergefäße mit einem Gewicht von jeweils 346 kg und einem Fassungsvermögen von etwa 4000 Litern angefertigt.
Darüber hinaus erwies sich Madho Singh als loyaler Partner der britischen Krone bei ihren militärischen Engagements: Er entsandte Truppen im Machtkampf um Chitral (1894/95), in der sog. Tirah-Kampagne (1897/98) und nach Südafrika; im Ersten Weltkrieg unterstützte er die Briten an der Mesopotamienfront. Für seine Dienste wurde er von der britischen Krone mit Orden und Titeln überhäuft.

## Nachfolge
Obwohl er mit seinen zahlreichen Mätressen 65 Söhne und Töchter zeugte, blieb Madho Singh II. – trotz mehrerer Ehefrauen – ohne rechtmäßigen Erben. Im Jahr 1921 adoptierte er seinen Neffen, den zweiten Sohn des Thakurs von Isarda, der ihm nach seinem Tod als Maharaja Man Singh II. nachfolgte.

## Bauten
Während seiner mehr als 40-jährigen Regierungszeit unternahm er zahlreiche Veränderungen am Stadtpalast von Jaipur. Darüber hinaus finanzierte er den Bau eines palastartigen Tempels (Jaipur temple) zu Ehren Krishnas in der Stadt Vrindavan.